# Méder Áron
Méder Áron (Budapest, 1979. november 15. –) óceáni szólóvitorlázó, villamosmérnök. 2006 szeptembere és 2009 szeptembere között megkerülte a Földet, ez volt a 9. magyar vitorlásút, mely során sikerült földkerülést végrehajtani. Méder Áron a 3. „szóló” földkerülő (ez azt jelenti, hogy az út folyamán a vitorlás legénysége egyetlen főből áll). Európai rekordot állított fel Méder Áron a földkerülő hajó méretét illetőleg: vitorlása ugyanis alig 6 méter hosszú. (A világon a 3. legkisebb hajó, amelyik megkerülte a földet 2009-ig. Ez természetesen változhat a jövőben.)

## A kezdetek
Méder Áron 1990 óta vitorlázik. Eddigi egyesületei: VMSE, SZTAKI SE, MAFC, TVSK. Elsősorban amatőr versenyeken és túrákon szerezte tapasztalatát. 1994-ben szállt először tengerre vitorlással, és a következő évek alatt megismerte a Földközi-tenger vizeit. 1998 óta rendszeresen oktat vitorlázást a VMSE-ben, 2004 óta rendelkezik képesítéssel is (vitorlás sportoktató). 1994 és 2006 között nagyjából 10 000 tengeri mérföldet hajózott le különböző tengereken. I. osztályú (tengeri) hajóvezetői, GOC rádiókezelői és rádióamatőr képesítéssel rendelkezik, valamint búvárkodik szintén 1994 óta (CMAS **, 121 merülés).

## Földkerülés 2006-2009
Méder Áron földkerülésének legtöbb jellemzője abból a tényből fakadt, hogy egy kis tavi hajóval tette meg e távolságot (kb. 30 000 tmf). A kis hajók legfontosabb tulajdonságai egy ilyen túra szempontjából: a könnyű kezelhetőség, a kis terhelhetőség, a kevés hely a felszerelés számára, a lassúság, az ebből fakadó hosszú út és több vihar, a rossz észlelhetőség, stabilitás problémák, borulásra való hajlam. A hajó kímélésének szem előtt tartásából fakadt az útvonal és az indulás, illetve továbbindulás évszakának megválasztása, valamint útközben számtalan apró döntés. ("A legfontosabb irányelvem (...), hogy a hajót ne kockáztassam." - jachtnapló, 414. nap)

### Célja
Méder Áron célja a legkisebb európai vitorlással végrehajtott szóló földkerülés rekordjának felállítása mellett maga a puszta vitorlázás volt. Mottója szerint: "A vándort az út is eltartja." Hajónaplója egy mind a természettel, mind a különböző országok kultúrájával, vallási és politikai viszonyaival harmóniában élő, alázatos tengeri utas gondolatait mutatja be. A szárazföldön előszeretettel kereste a helybeliek, egyszerű, hétköznapi emberek társaságát, időt szánt az országok megismerésére, barátságok ápolására.

### Útvonal

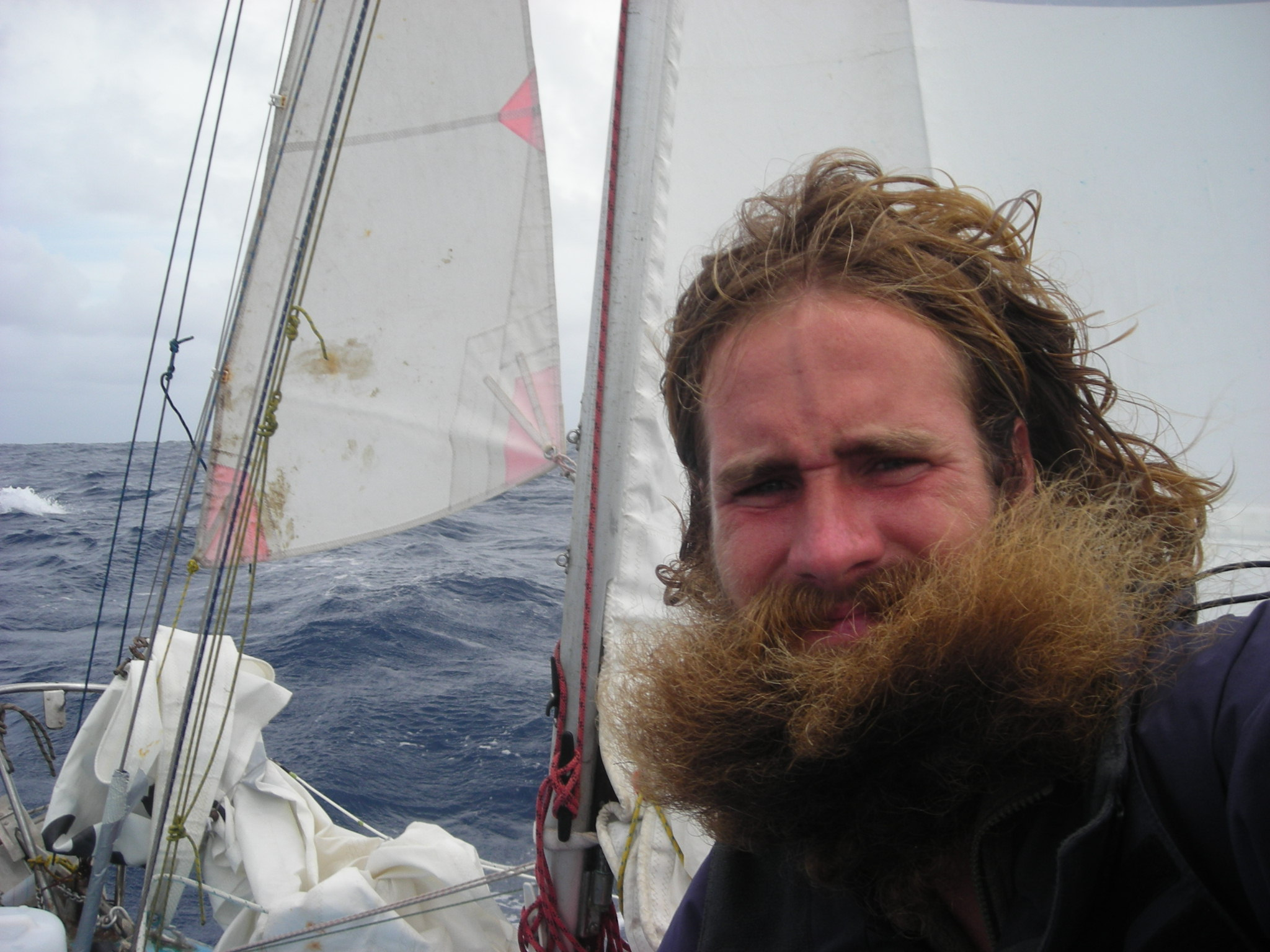
Tonga vizein, 2007. október

2006. szeptember 24. – Szlovénia, Koper (indulás)
2006. november 9. – Gibraltár
2007. február 8. – Barbados
2007. április 18. – Panama-csatorna
2007. augusztus 8. – Francia Polinézia
2007. november 11. – Fidzsi-szigetek
(fél év kényszerpihenő a viharos évszak miatt)
2008. július 8. – Fidzsi-szigetek (továbbindulás)
2009. január 25. – Srí Lanka
2009. március 26. Jemen
2009. július 7. – Szuez
2009. szeptember 19. – Szlovénia (Koper)

### A földkerülő hajó
Adatok:
- Név: Carina
- Típus: Carina 19
- Hossz: 6 m
- Szélesség: 2,2 m
- Merülés: 1 m
- Árbóc magassága: 6,42 m
- Vízkiszorítás üresen: 1,1 t

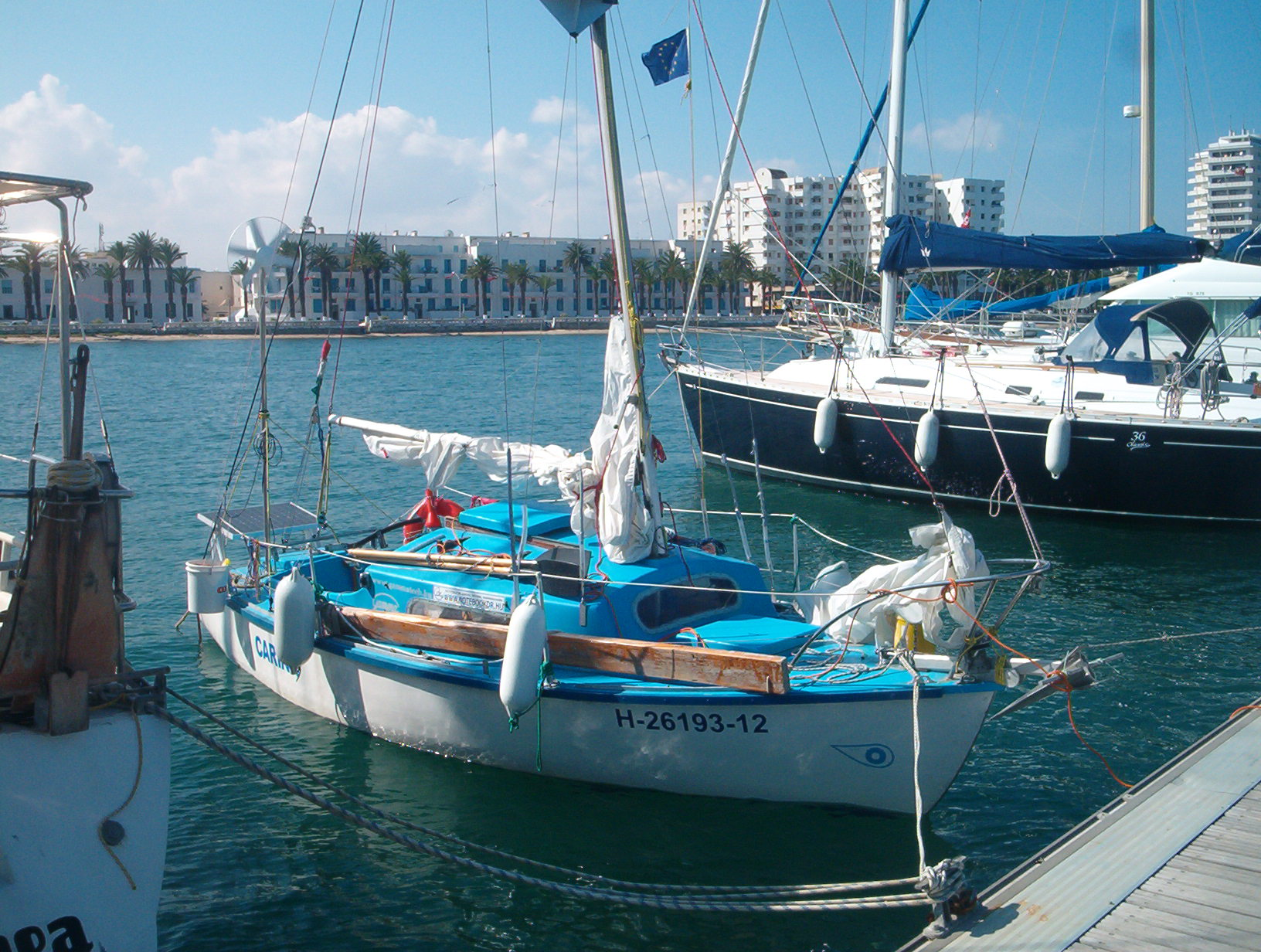
a Carina Almerimar kikötőjében, 2006. október

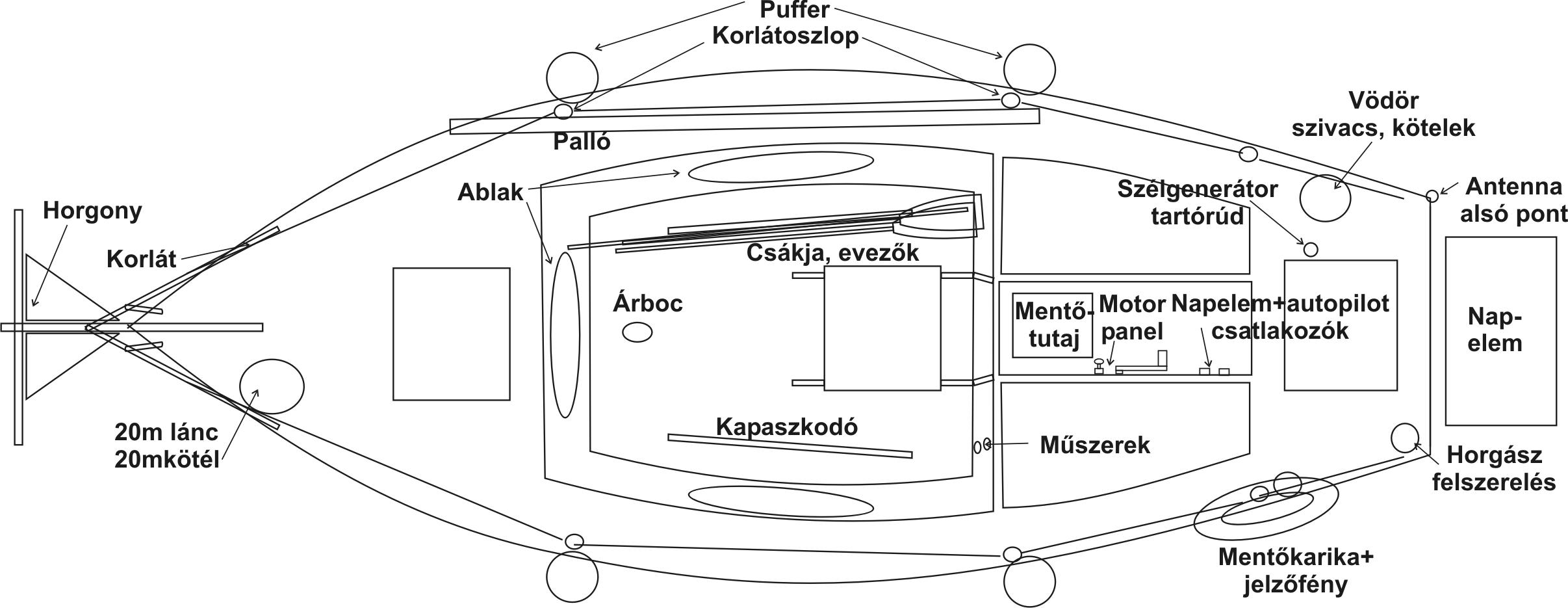
a Carina felszerelésének elrendezése az út kezdetén

- Vitorlafelület: normál nagyvitorla: 6,48 m², génoa: 9,79 m², fok: 6,77 m², vihar nagyvitorla: 1,62 m², vihar fok: 1,08 m²
- Üzemanyagtartály: 2x25 l
- Víztartály: összesen 300 l
- Maximális elméleti sebessége vitorlával: 5.8 csomó
- A típus mért maximális sebessége vitorlával: 7 csomó
- Története: 1970-ben épült Svájcban, 1970 és 1986 között Valószínűleg valamelyik svájci tavon vitorláztak Vele. 1986-tól 1992-ig a Zürichi-tavon használták a Züricher Yacht Klubban . Ez után a Boden-tóra került, majd négy évvel később, 1996. szeptemberében hozták be Magyarországra. 2004 novemberében vásárolta meg Méder Áron. Felújítása több mint másfél évig tartott, csak 2006. augusztus közepén regisztrálta újra a Hajózási Felügyelet, és így a kis vitorlásnak 10 év után ismét lett hajólevele.

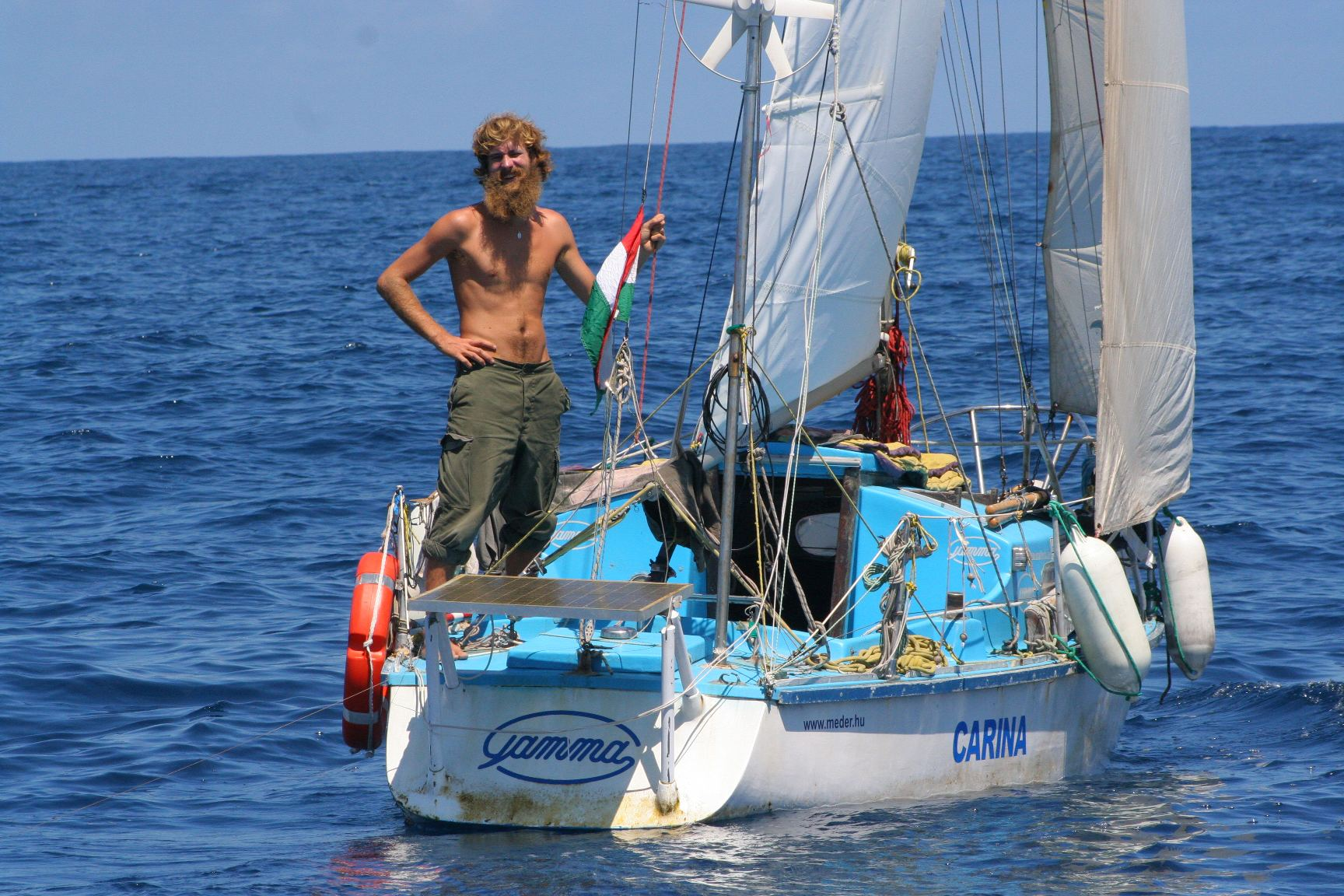
A Galápagos-szigetek előtt, 2007. június
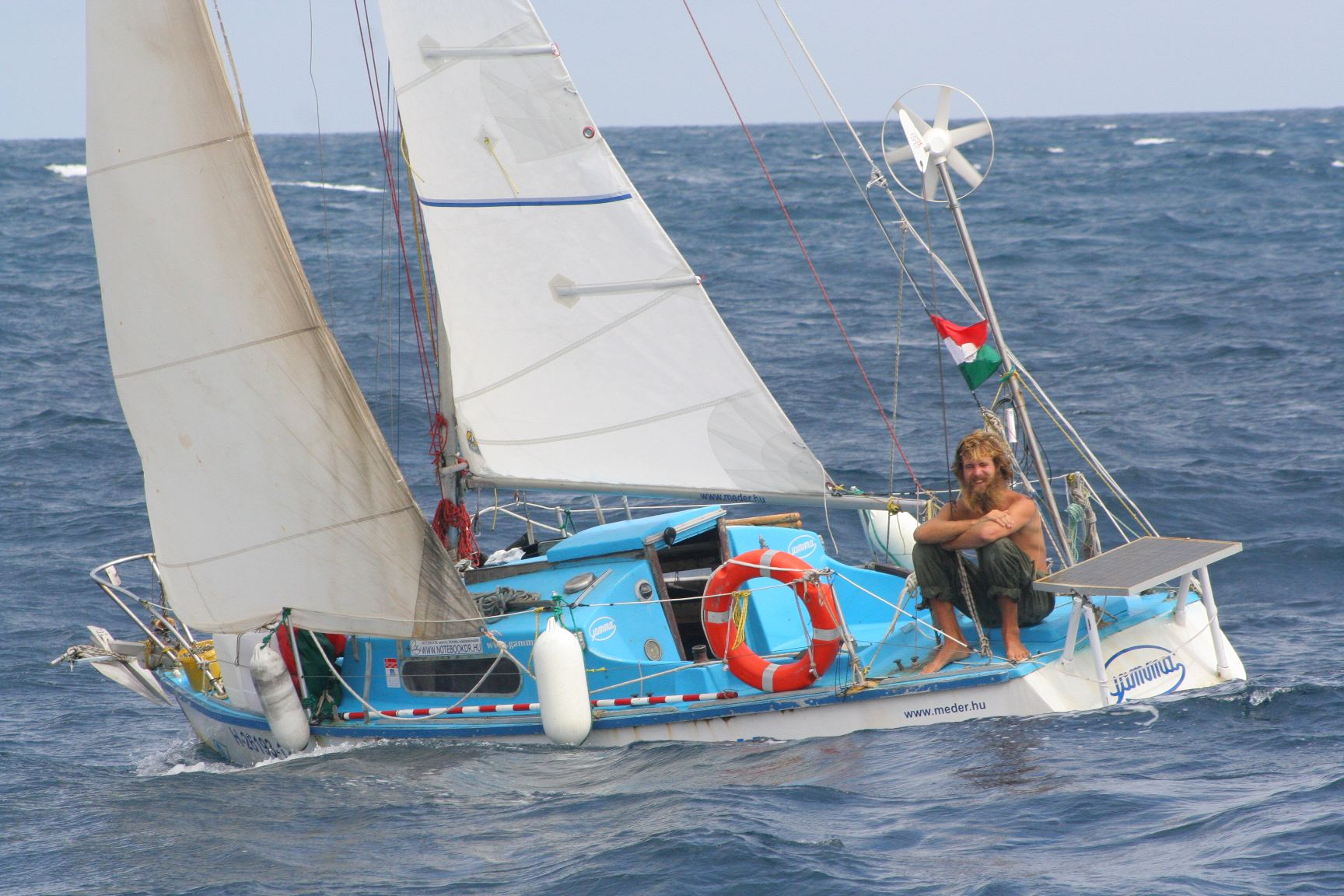
A Galapagos-szigetek előtt, 2007. június
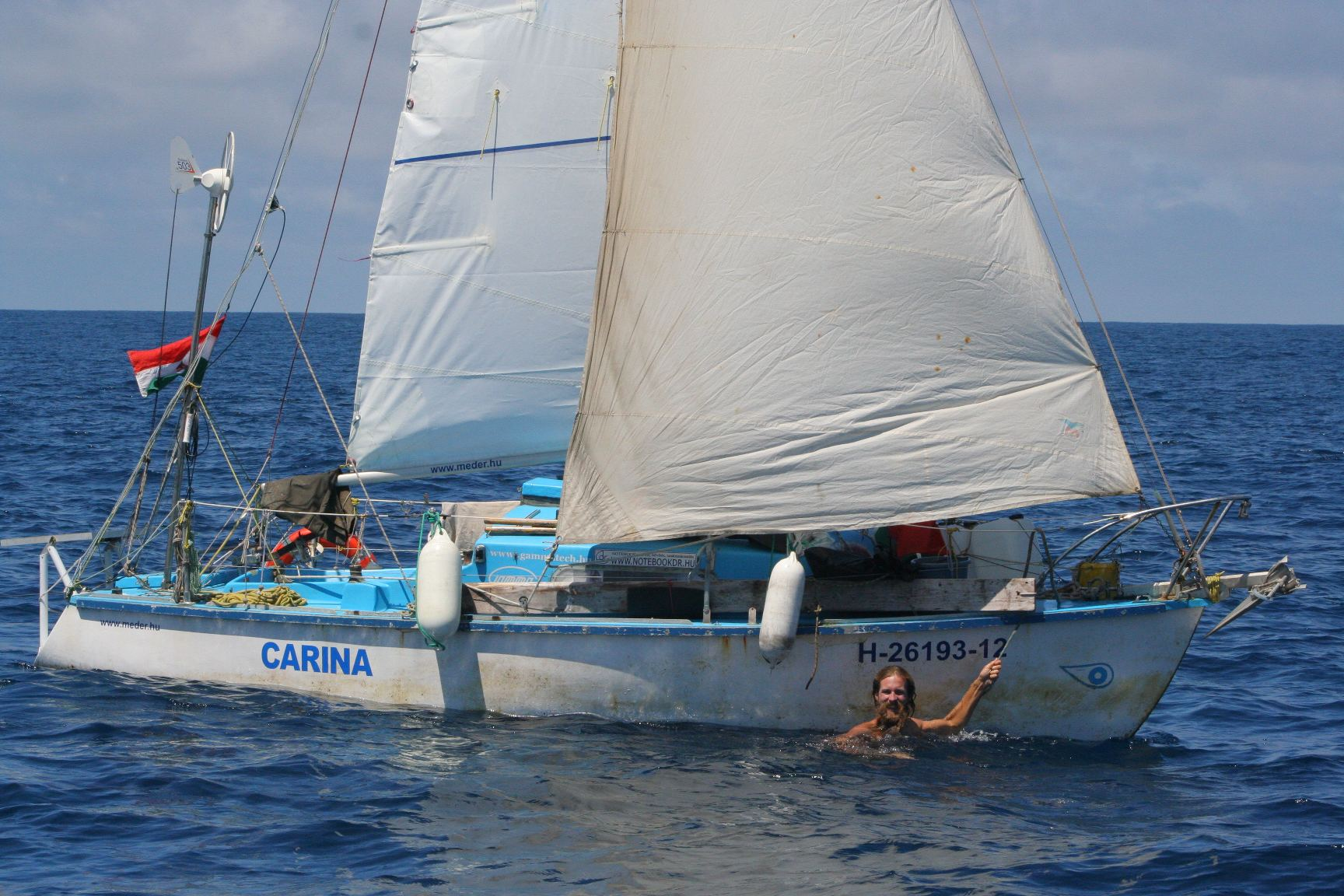
A Galapagos-szigetek előtt, 2007. június

## 2010-12 Adria - Sydney vitorlázás csapattal
A hajó: 2004-es építésű Beneteau Oceanis 423 Clipper 13 méteres vitorlás, neve LULLABY (bölcsődal).
Indulás: 2010. szeptember 7., Sutomiscica (Ugljan sziget, Adria)
Érkezés: 2012. február 15., Sydney (Ausztrália)
Az útvonal: Adria – Gibraltár – Kanári-szigetek – Karibi-szigetek – Panama csatorna – Galápagos – Francia Polinézia – Fidzsi-szigetek – Új-Zéland – Sydney
Érdekesebb adatok: Az út során 34 országot látogattak meg, több mint 24 000 tengeri mérföldet (44 500 km) vitorláztak. Közel 50 vitorlás/utas fordult meg ezalatt a hajón (a legfiatalabb 10, a legidősebb 70 éves volt). Néhány csapattag 10-12 vitorlázott velük, volt aki hónapokig. Egyesek itt szerezték meg életük első vitorlás vagy tengeri-vitorlás tapasztalatukat, de tapasztalt tengeri és Balatoni vitorlázók (versenyzők és bajnokok) is részt vettek az úton.

## MiniTransat 2013
Az Adria – Sydney útja során, egy Új-zélandi kikötő hirdetőtábláján Áron egy viszonylag olcsó eladó MINI 6.50-re bukkant. Régi álma volt a MINI osztályban versenyezni, melyben eddig nem volt magyar résztvevő. Felvette a kapcsolatot az eladóval leelőlegezte a hajót, és az út végeztével Sydney-ből egyenesen a franciaországi Lorient-be ment. A hajót közel verseny-kész állapotban találta, s pár nap leforgása alatt ő lett Felicity II. új társa...
Hosszú út vezetett még addig, hogy a versenyzéshez előírt különleges elsősegély, túlélő stb. vizsgákat letegye, Felicity-t, a hajóját versenyzésre alkalmassá tegye, de végül május hatodikán sikeresen elindult a ’La Trinité - Plymouth 2012’ versenyen. Áron a 2012-13 szezonban 7 kvalifikációs versenyen vett részt (legjobb eredménye kategóriájában 2. összesítettben 3. helyezés), valamint teljesítette az 1000 mérföldes (1852 km) kötelező szóló non-stop távot. Ezzel zöld utat kapott a versenysorozat megkoronázását jelentő MiniTransat 2013-ra. E verseny két szakaszból áll: 
1. Douarnenez (Fr. o.) - Lanzarote (Kanári szk.), 2320 km
2. Lanzarote - Point a Pitre (Guoadeloupe, Karibi szk.), 5130 km
A verseny rajtja 2013. október 13-án 13 órára volt kitűzve, de a várható viharos idő miatt bizonytalan ideig elhalasztották...
További információk
A Mini Transat 6.50 magyar oldala
A MiniTransat hivatalos weboldala
A Mini 650-es osztály hivatalos weboldala
Felicity, Áron hajója
Áron videótára 01
Áron videótára 02
Áron képtára
Áron a Facebookon
Áron a Twitteren
Áron honlapja

## Ocean Sailing SE (oceansailing.meder.hu)
Méder Áron és vitorlázó barátai 2013-ban megalapították az Ocean Sailing SE-t. Az Egyesület célja vitorlázás népszerűsítése, oktatása és túrák szervezése tengereken, óceánokon és a Balatonon.

## Kötetei
- A Carina vitorlás Föld körüli útja avagy a kicsik is útra kelhetnek (Poór Józseffel; VTV Stúdió, 2010)
- Békét és szelet! Három év alatt a Föld körül (Jaffa, 2010)

## Külső hivatkozások
- Panorámakép a Carina kabinjából
- Méder Áron hajónaplója
- Méder Áron-interjú a Vitorlázás.hu-n
- Méder Áron weboldala
- Ocean Sailing SE weboldala (Méder Áron)